# 761 Brendelia
761 Brendelia eller 1913 SO är en asteroid i huvudbältet, som upptäcktes 8 september 1913 av den tyske astronomen Franz H. Kaiser i Heidelberg. Den har fått sitt namne efter den tyske astronomen Martin Brendel.
Asteroiden har en diameter på ungefär 20 kilometer och den tillhör asteroidgruppen Koronis.